# 근대 한국어
근대 한국어(近代韓國語)는 17세기부터 19세기까지의 한국어를 이르며 구체적으로 17세기부터 개화기(19세기 말)까지의 한국어를 가리킨다. 최근에는 근대 한국어 연구의 성과에 의거해 18세기 중엽을 경계로 하여 ‘전기 근대 한국어’와 ‘후기 근대 한국어’를 구분할 경우가 많아지고 있다.

## 음운

### 자음
16세기까지 그 흔적을 유지하던 중 유성음 ‘ㅸ’ [β], ‘ㅿ’ [z], ‘ㆁ’ [ŋ]는 17세기 한국어에서 보이지 않는다. ‘ㅸ’은 [w]로 변화되며 ‘ㅿ’과 ‘ㆁ’은 그 음가를 잃었다. 중세 한국어에서 ‘ㄹㅇ’ [lɦ]이란 소리 연속은 근대 한국어에서 ‘ㄹㄹ’ [ll]로 변화되었다.
- 놀애 ＞ 놀래

초성 합용 병서는 17세기 초에 혼란이 보이기 시작하며 이때쯤에 초성의 복합 자음이 소멸되어 된소리로 이행된 것으로 보인다.
근대 한국어 시기에 특징적인 음운 변화로 구개음화가 있다. 설음(‘ㄷ’ 등), 아음(‘ㄱ’ 등) 직후에 모음 /i/ 또는 반모음 /j/가 오면 ‘ㅈ’ 등 경구개음이 되는 현상이 17세기 후반부터 나타나 18세기에 일반화된다.
- 디새 ＞ 지새 (현대어 ‘기와’)

근대 한국어에서는 치음의 구개음화도 일어난다. 치음 ‘ㅅ, ㅈ’ 등은 중세 한국어에서 비구개음 [s], [ts]였으나 18세기에 모음 /i/ 또는 반모음 /j/ 직전에서 구개음화되어 [ɕ], [tɕ]로 발음되었으며 19세기에 들어 다른 모음 앞에서도 구개음화되었다.
단어 첫머리에서 모음 /i/ 또는 반모음 /j/에 앞선 ‘ㄴ’이 탈락되는 현상(즉 두음 법칙)은 18세기 후반에 나타난다.

### 모음
모음 ‘ㆍ’(아래아)는 16세기에 제2 음절 이후에서 음가를 잃어 ‘ㅡ’로 합류되었고 제1 음절의 ‘ㆍ’는 17세기에 들어 음가를 잃기 시작하여 18세기 후반에 ‘ㅏ’로 완전히 합류되었다고 추정된다.
‘ㅐ, ㅔ’와 같은 모음들은 중세 한국어에서 이중 모음 [aj], [əj]와 같이 발음되었는데 이와 같은 이중 모음들은 18세기 말에서 19세기 초에 걸쳐 현대 한국어처럼 단모음화되었다.

## 표기법
근대 한국어의 표기법은 중세 한국어의 표음주의적 표기법을 답습한 것이었다. 다만 성문화된 맞춤법이 있었던 것이 아니기 때문에 표기 방법은 관습적인 것이었다. 그렇기 때문에 통일성이 없고 다양한 표기가 있을 수 있었다.

### 거센소리, 된소리 표기
거센소리 표기에 ‘ᄸ’와 같이 거센소리 자모 왼쪽에 ‘ㅅ’을 덧붙이는 표기예가 있다.
- ᄸᅩᄒᆞ로 ‘코로’

된소리 표기는 혼란이 많았다. ‘ㅺ, ㅼ, ㅽ, ㅾ’과 같이 왼쪽에 ‘ㅅ’(된시옷)을 덧붙인 ㅅ계 합용 병서, ‘ㅲ, ㅳ, ㅄ, ㅶ’과 같이 ‘ㅂ’을 덧붙인 ㅂ계 합용 병서가 일반적이었으나 그 이외에서 현대 맞춤법과 동일한 ‘ㄲ, ㄸ, ㅃ, ㅆ, ㅉ’(각자 병서)도 볼 수 있다. 또 중세 한국어에서 복합 자음을 표기한 세 글자의 합용 병서 ‘ㅴ, ㅵ’도 근대 한국어에서 볼 수 있으나 이들은 표기대로 발음한 것이 아니라 단지 된소리 /ㄲ/, /ㄸ/을 나타낸 것으로 추정된다. ‘ㅴ, ㅵ’과 같은 표기는 회고주의적인 표기법이라 할 수 있다. /ㅆ/ 소리의 표기는 ‘ᄥ’이나 ‘ᄴ’과 같이 특이한 표기도 있다.

### 어간과 어미의 경계에 관한 표기
어간과 어미(체언과 토 포함)의 경계의 표기에 관해 중세 한국어에서는 ‘모미’(몸이)와 같이 어간과 어미를 구분하지 않는 연철(連綴)이 대부분이었다. 그러나 근대 한국어에서는 연철 이외에 ‘몸이’처럼 어간과 어미를 구분하는 분철(分綴)이나 ‘깁퍼’(깊어)처럼 받침과 초성 자음을 이중으로 적는 중철(重綴)도 있어 다양한 표기법이 채택되었다.

## 문법

### 곡용

#### 체언 어간의 교체
중세 한국어에서 어말에 ‘ㅎ’을 가졌던 체언(ㅎ 곡용 체언)은 전기 근대 한국어까지그 어형을 유지했었으나 후기에 이르러 끝소리 ‘ㅎ’이 탈락되었다. 어말 ‘ㅎ’의 일부는 현대 한국어에서 ‘ㅇ’으로 나타나는 경우가 있다.
- ᄯᅡᇂ ＞ 땅
- 집웋 ＞ 지붕

#### 곡용 어미
근대 한국어 격조사의 주된 특징은 다음과 같다.
1. 주격 ‘-가’가 나타난다. ‘-가’는 17세기에 용례가 나타나기 시작하는데 당초에는 모음 /i/로 끝나는 체언(/ai/ 등 이중 모음 포함) 뒤에서 나타났다.
  - ᄇᆡ가 ‘배가’
2. 속격 조사 중 중세 한국어에 특징적이었던 ‘-ㅅ’은 근대 한국어에서 속격으로서 구체적인 기능을 잃고 현대 한국어와 같이 합성 명사를 만드는 사이시옷으로 정착되었다.
3. 중세 한국어에서 상보적으로 분포했던 처격 ‘-애/-에/-예’와 ‘-ᄋᆡ/-의’가 근대 한국어에 이르러 혼동을 일으킨다. 또 모음조화를 통한 구분에도 혼동이 생겨 19세기에는 처격이 ‘-에’로 대강 통합된다.
4. 중세 한국어에서는 여격형이 다양했으나 근대 한국어에서는 비존경형 ‘-ᄋᆡ게/-의게’, 존경형 ‘-ᄭᅴ’로 통합되었다.
5. 중세 한국어 호격 중 존경형 ‘-하’는 근대 한국어에서 소멸되고 ‘-아/-야’만 남았다.

### 활용

#### 용언 활용의 교체
근대 한국어에서 ‘ㅸ’ [β], ‘ㅿ’ [z]가 사라졌기 때문에 중세 한국어에서 어간 말에 받침 ‘ㅸ’을 가졌던 용언은 소리가 [w]로 바뀌고, 받침 ‘ㅿ’을 가졌던 용언은‘ㅿ’이 완전히 탈락되었다. 이렇게 해서 현대 한국어의 ㅂ불규칙 용언, ㅅ불규칙 용언이 근대 한국어 시기에 형성되었다.
중세 한국어에 있었던 이른바 ‘의도법’(-오-/-우-)은 근대 한국어에서 소멸되었다.

#### 경어법
용언 활용에서 존대법, 대우법과 같은 경어법에 현저한 변화가 있었다. 존대법 중 존경 선어말어미 ‘-시-’는 그대로 유지되었으나 겸양 선어말어미는 뒤에 오는 어미류와 융합된 결과 하나의 어미처럼 구실하여 겸양의 뜻을 잃고 전체로서 공손의 뜻을 나타내게 되었다. 중세 한국어의 공손법 선어말어미 ‘-ᅌᅵ-’도 다른 어미류와 융합되어 고유한 뜻을 잃었다.
- -ᄉᆞᆸᄂᆞᅌᅵ다(겸양+현재+공손+어미) ＞ -ᄉᆞᆸᄂᆡ다 ＞ -ᄉᆞᆸ늬다 ＞ -습니다

#### 시제, 상
현재를 나타내는 선어말어미 ‘-ᄂᆞ-’가 종결형 어미 ‘-다’ 앞에서 모음이 탈락되어 ‘-ㄴ-’으로 나타난다. 현대 한국어의 종결형 ‘-ㄴ다’는 여기에 소급된다.
현대 한국어의 과거형 ‘-았-/-었-’은 중세 한국어의 ‘-아잇-/-어잇-~-앳-/-엣-~-앗-/-엇-’으로 거슬러 올라가는데 중세 한국어에서 완료를 나타냈던 이 형태는 근대 한국어에서 과거를 나타내게 되었다.
시상 선어말어미 중 ‘-거-, -더-’는 중세 한국어에서 존경 선어말어미 ‘-시-’ 앞에 오는 것이 일반적이었으나 근대 한국어에서는 ‘-시-’ 뒤에 와서 ‘-시거-, -시더-’와 같이 순서로 나타난다. 이 순서는 현대 한국어도 마찬가지다.

#### 의지, 추측형
의지, 추측을 나타내는 ‘-겠-’은 근대 한국어 시기에 형성된 형식인데 그 기원에 관해서는 뚜렷하지 않다. 지금까지는 연결형 ‘-게’ 또는 선어말어미 ‘-거-’ 뒤에 동사 ‘잇-’이 온 것이 기원이라고 하는 설이 유력한 가설이지만 문헌 자료에 의한 논증이 빈약하다. 최근에는 ‘-게’ 뒤에 ‘ᄒᆞ얏-’이 오고 그것이 ‘-게얏-’으로 축약되어서 형성되었다는 설이 제창되고 있다.

#### 동명사형
근대 한국어의 동명사형은 현대 한국어와 마찬가지로 ‘-ㅁ’이다. 중세 한국어에 있었던 ‘-옴/-움’은 근대 한국어에는 보이지 않는다. 그 한편 중세 한국어에서 드물었던 ‘-기’가 근대 한국어에서는 많이 볼 수 있다. 

## 참고자료
- 이광호(2004) “근대국어문법론”, 태학사
- 李基文(1998) “新訂版 國語史槪說”, 태학사
- 홍윤표(1994) “근대국어연구(I)”, 태학사

## 같이 보기
- 한국어